# 中野由章
中野 由章（なかの よしあき、Johnny Nakano、1965年12月15日 - ）は、日本の教育者である。技術士（総合技術監理・情報工学）であり、情報教育の専門家である。2024年現在、工学院大学附属中学校・高等学校の校長を務め、工学院大学教育支援機構教育開発センターの特任教授としても活動している。

## 経歴
- 学歴:芝浦工業大学 工学部 通信工学科 卒業、同大学院工学研究科 電気工学専攻 修了、大阪大学大学院 人間科学研究科 修了、放送大学教養学部 在学中。
- 職歴：日本アイ・ビー・エム株式会社大和研究所を経て、高等学校および大学において情報教育に従事。三重県立名張西高等学校情報科講師、三重県立尾鷲工業高等学校電気情報システム科教諭、三重県立名張西高等学校情報科教諭を歴任後、2004年より千里金蘭大学人間社会学部講師、2008年から同大学現代社会学部准教授を務める。2011年に大阪電気通信大学メディアコミュニケーションセンター情報教育特任講師となり、以降、神戸市立科学技術高等学校電気情報工学科教諭、同校教頭を務めたほか、大阪電気通信大学総合情報学部客員准教授、工学院大学ICT教育アドバイザー、放送大学非常勤講師[3]、東京大学理学部非常勤講師（「情報科教育法Ⅱ」）を歴任。2021年4月より工学院大学附属中学校・高等学校校長、同時に工学院大学教育支援機構教育開発センター特任教授、同大学理事を務める。[2][4][5]

## 研究分野と活動
中野氏の研究分野は教育工学、特別支援教育、科学教育など多岐にわたり、特に情報教育に注力している。情報オリンピックやコンピュータ・サイエンス・アンプラグドなどの活動を通じて、情報教育の普及と発展に寄与。
また、青山学院大学 ピクトグラム研究所の所員として、ピクトグラミングの開発や普及にも携わる。
iiceHawaii2025にてピクトグラムの発表を行うなど国際的に活躍をしている。

## 所属学協会
- 情報処理学会
- 関西情報技術士会
- 関西教育メディア研究協議会
- 情報コミュニケーション教育研究会
- 大プ会[4]

## 受賞歴
- 1991年11月: 日本IBM 大和研究所 Technical Excellence[4]
- 2011年: 大阪電気通信大学 ベストティーチャーズ賞[4]
- 2013年8月: 情報処理学会 情報教育シンポジウム デモ・ポスター賞[9]
- 2014年8月: 情報処理学会 情報教育シンポジウム 優秀発表賞[10]
- 2015年3月: 情報処理学会 山下記念研究賞[11]
- 2016年6月: 情報処理学会 学会活動貢献賞[12]
- 2017年4月: 文部科学省 科学技術分野の文部科学大臣表彰 科学技術賞[13]
- 2018年3月: 情報処理学会 大会優秀賞[14]
- 2024年9月: 文部科学省 視聴覚教育・情報教育功労者表彰[15]

## 社会的活動
- 情報処理学会 初等中等教育委員会 委員長
- 情報処理学会 情報科教員・研修委員会 幹事
- 情報処理学会 情報入試委員会 委員
- 情報オリンピック日本委員会 理事
- JABEE 審査員[4]

## 主な書籍等出版物
- キーワードで学ぶ最新情報トピックス2025　 奥村晴彦, 佐藤義弘, 中野由章　日経BP,日経BPマーケティング (発売) 2025年2月 (ISBN: 9784296071128)
- 新・見てわかる社会と情報: 教授資料 日本文教出版, 水越敏行, 村井純, 生田孝至 2017年3月 (ISBN: 9784536207133)
- 新・社会と情報: 教授資料 日本文教出版, 水越 敏行, 村井純, 生田孝至 2017年3月 (ISBN: 9784536207126)
- 新・情報の科学 水越敏行, 村井純, 生田孝至　日本文教出版 2017年3月 (ISBN: 9784536107112)
- 情報科教育法 改訂3版 久野靖, 辰己丈夫　オーム社 2016年8月26日 (ISBN: 4274219208)
- 新・見てわかる社会と情報 水越敏行, 村井純, 生田孝至　日本文教出版 2016年 (ISBN: 9784536107105)